# In den Zelten

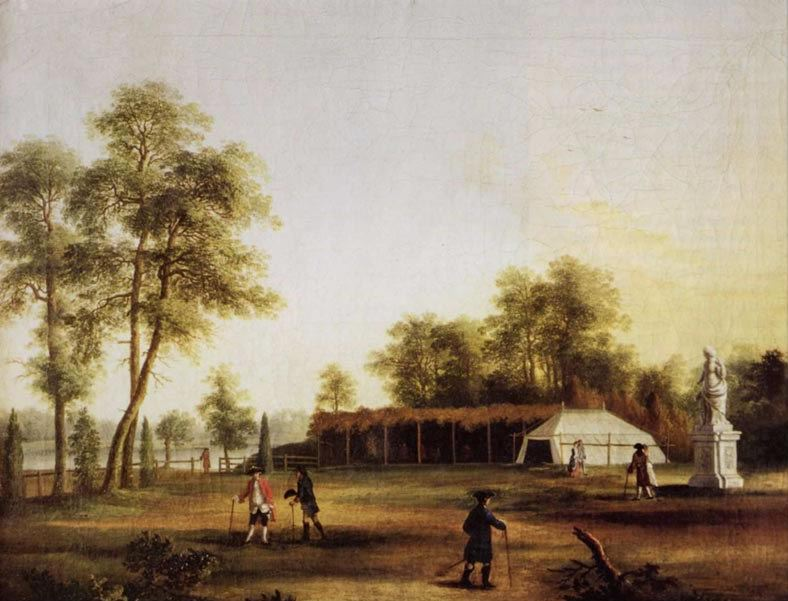
Die Zelte im Berliner Tiergarten, 1760

Der historische Straßenname In den Zelten im Berliner Tiergarten geht auf Leinenzelte zurück, die sich hier in der Mitte des 18. Jahrhunderts befanden. 1745 erhielten die hugenottischen Refugiés Esaias Dortu und Martin Thomassin von König Friedrich II. als Erste die Genehmigung, in diesem Bereich des Tiergartens Erfrischungen anzubieten. Diese Erlaubnis war mit der Auflage verbunden, dass die Lokale nur Zelte sein durften und im Winter abgebaut werden mussten. Erst nach 1786 erhielten die mittlerweile zahlreichen Wirte die allgemeine Genehmigung, feste Bauten zu errichten, die sie ganzjährig bewirtschaften durften. Die erste Dampfschiffverbindung auf der Spree verband seit den 1830er Jahren den Ort mit Charlottenburg.
Seit Beginn des 19. Jahrhunderts siedelten sich an dem Ort Ausflugslokale an. Die Straße erhielt ihren amtlichen Namen am 1. Dezember 1832 – mit Verlauf von der inzwischen ebenfalls aufgehobenen Herwarthstraße zum heutigen Haus der Kulturen der Welt. Sie wurde im Zuge des Baus des Parlaments- und Regierungsviertels am 6. April 2002 entwidmet. Von der historischen Bebauung war nach dem Zweiten Weltkrieg nichts mehr erhalten.

## Galerie

In den Zelten
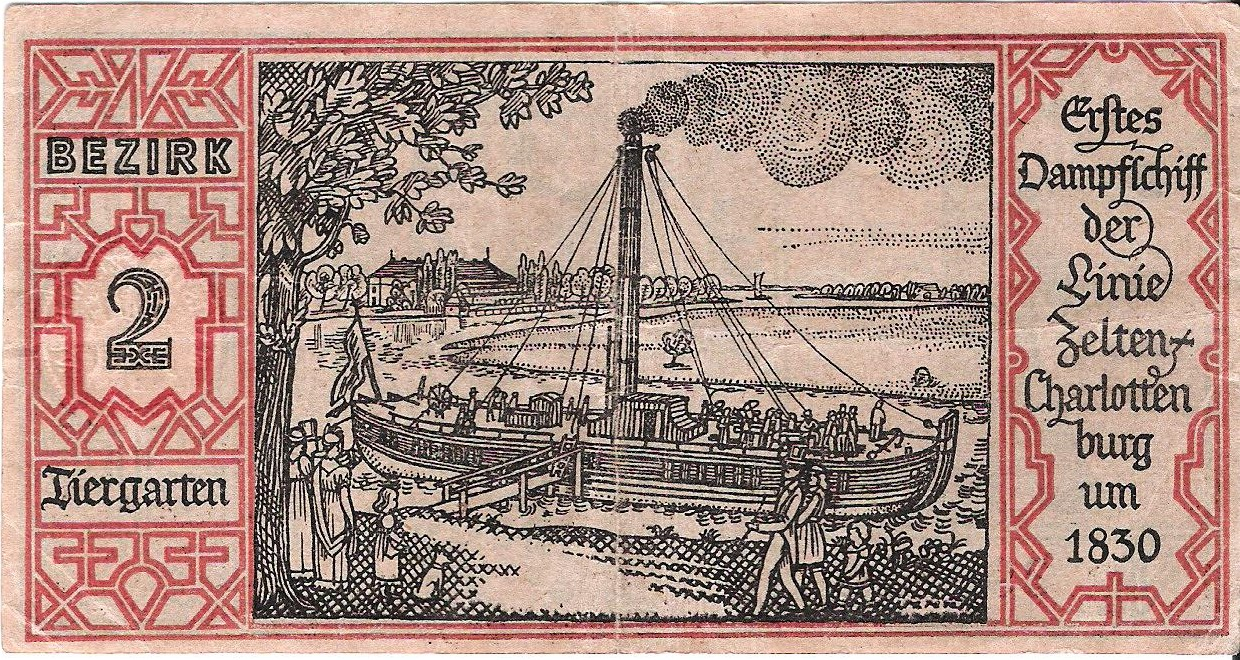
Berliner Stadtkassenschein mit dem Bezirk 2 Tiergarten – Erstes Dampfschiff der Linie Zelten–Charlottenburg um 1830
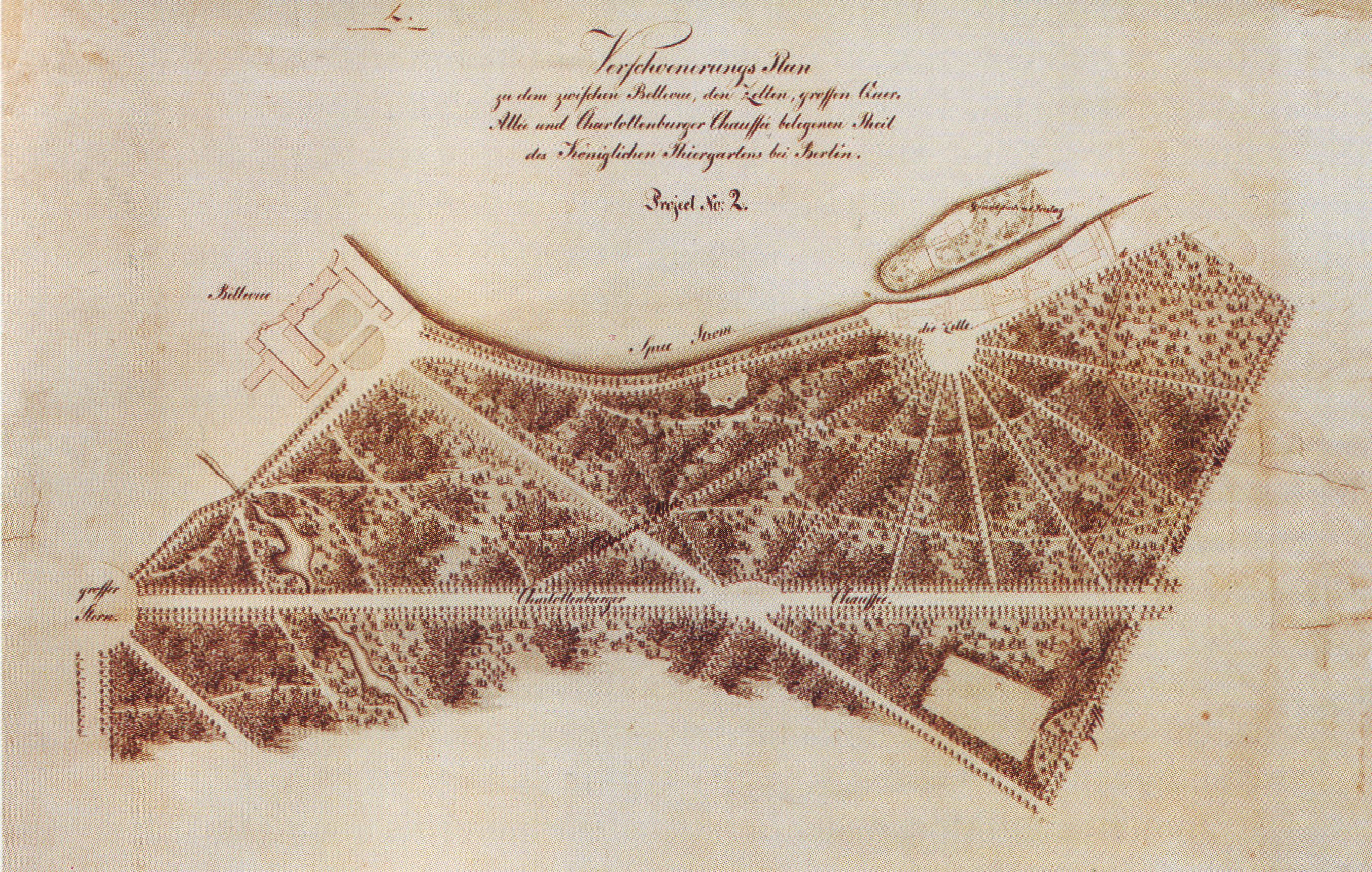
Wegefächer im Tiergarten-Plan von Peter Joseph Lenné mit den Zelten als Fluchtpunkt der Achsen, 1837
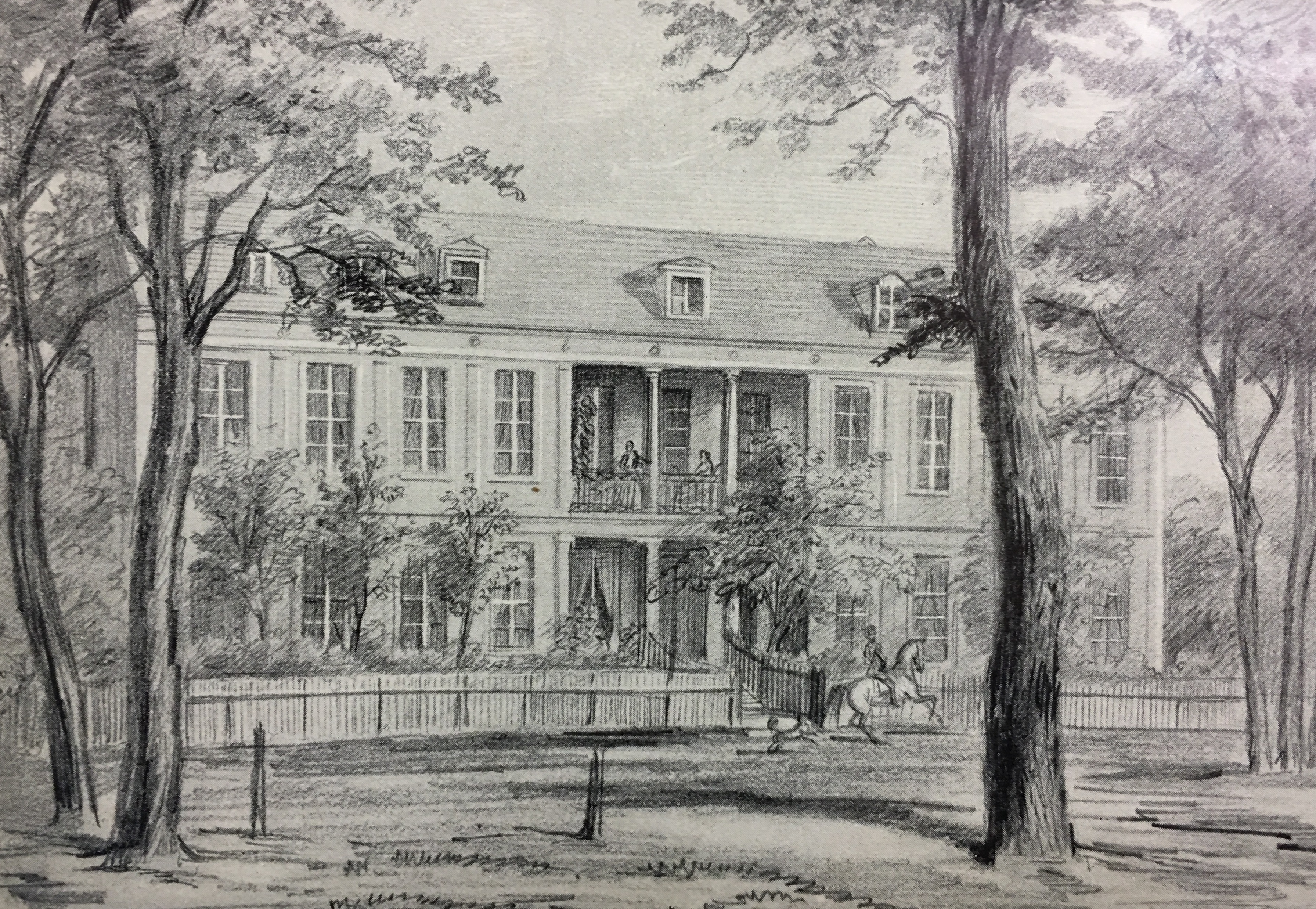
In den Zelten 5, Bettina von Arnims Haus zwischen 1847 und 1859
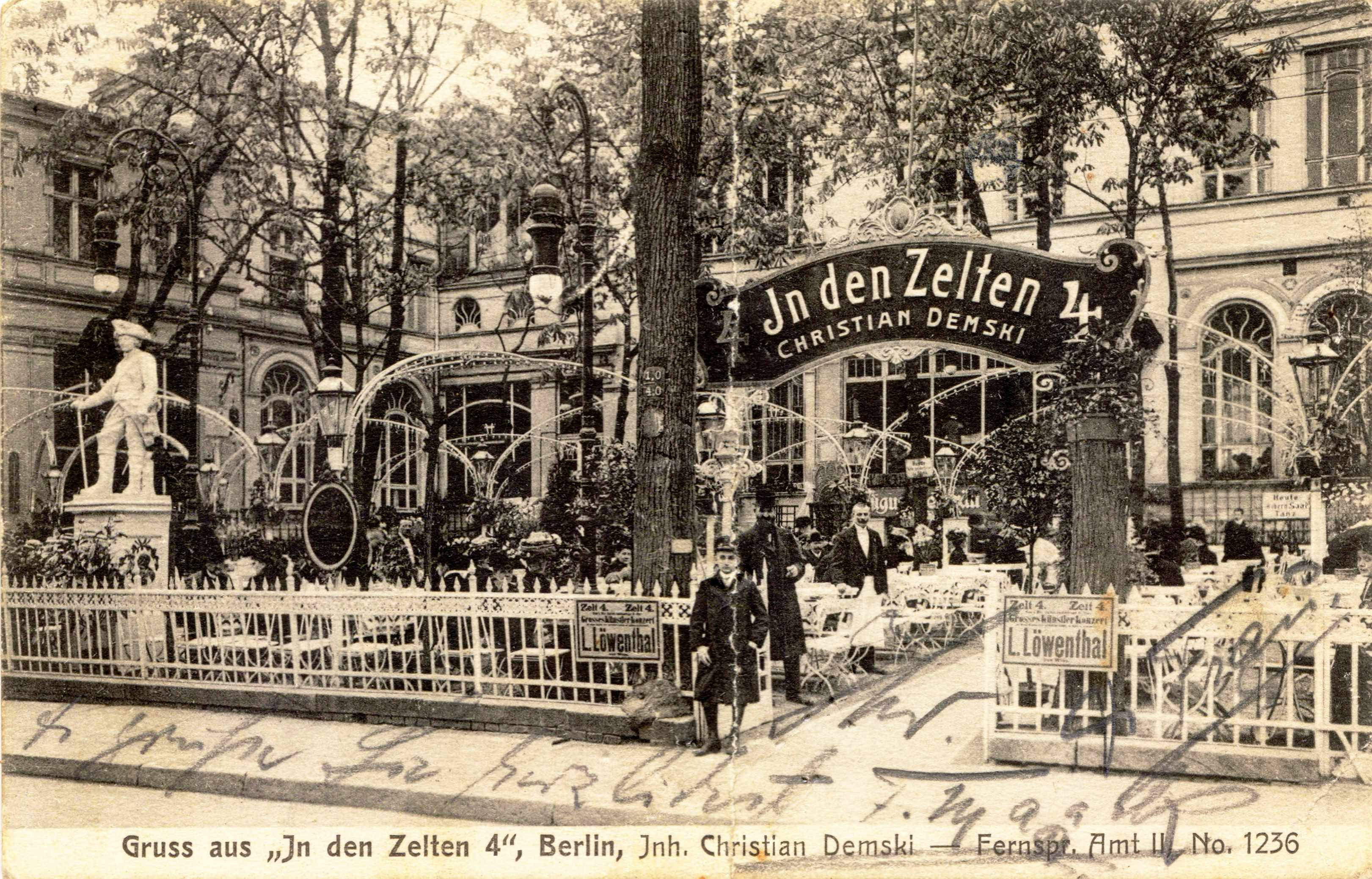
In den Zelten, um 1900

## Prominente Bewohner
- Bettina von Arnim: In den Zelten 5 (1847–1859)
- Carl und Felicie Bernstein: In den Zelten 23 (1877–1892)[1]
- Käthe Brodnitz: In den Zelten 21 (1930–1938)
- Magnus Hirschfeld: Eckhaus Beethovenstr. 3 / In den Zelten 1–9 (ungerade), später kam die 9a hinzu
- Joseph Joachim: In den Zelten 8 (1868–1874), ab 1872 Eckhaus Beethovenstr. 3 / In den Zelten 1–9 (ungerade)
- Eduard Krause: In den Zelten 8 (1882)
- Willi Münzenberg: In den Zelten 9a
- Otto Brahm: In den Zelten 14 (bis 1912)[2]
- Max Reinhardt: In den Zelten 21
- Clara Schumann: In den Zelten 11 (1873–1878)
- Mathilde Wesendonck